# Енцен (Ајфел)
Енцен (њем. Enzen) општина је у њемачкој савезној држави Рајна-Палатинат. Једно је од 235 општинских средишта округа Ајфелкрајс Битбург-Прим. Према процјени из 2010. у општини је живјело 39 становника. Посједује регионалну шифру (AGS) 7232032.

## Географски и демографски подаци
Енцен се налази у савезној држави Рајна-Палатинат у округу Ајфелкрајс Битбург-Прим. Општина се налази на надморској висини од 230 метара. Површина општине износи 1,7 km². У самом мјесту је, према процјени из 2010. године, живјело 39 становника. Просјечна густина становништва износи 23 становника/km².